# 38. ceremonia wręczenia nagród David di Donatello
38. ceremonia wręczenia włoskich nagród filmowych David di Donatello odbyła się 2 czerwca 1993 na Kapitolu w Rzymie.

## Laureaci i nominowani
Laureaci nagród wyróżnieni są wytłuszczeniem.

### Najlepszy film
- Valentina i Arturo (Il grande cocomero), reż. Francesca Archibugi
- Obstawa (La scorta), reż. Ricky Tognazzi
- Lata dzieciństwa (Jona che visse nella balena), reż. Roberto Faenza

### Najlepszy debiutujący reżyser
- Mario Martone - Śmierć neapolitańskiego matematyka (Morte di un matematico napoletano)
- Pasquale Pozzessere - Verso sud
- Carlo Carlei - Ucieczka niewinnego (La corsa dell'innocente)

### Najlepszy reżyser
- Roberto Faenza - Lata dzieciństwa (Jona che visse nella balena )
- Ricky Tognazzi - Obstawa (La scorta)
- Francesca Archibugi - Valentina i Arturo (Il grande cocomero)

### Najlepszy scenariusz
- Francesca Archibugi - Valentina i Arturo (Il grande cocomero)
- Graziano Diana i Simona Izzo - Obstawa (La scorta)
- Roberto Faenza i Filippo Ottoni - Lata dzieciństwa (Jona che visse nella balena)

### Najlepszy producent
- Claudio Bonivento - Obstawa (La scorta)
- Guido De Laurentiis, Fulvio Lucisano i Leo Pescarolo - Valentina i Arturo (Il grande cocomero)
- Elda Ferri - Lata dzieciństwa (Jona che visse nella balena)

### Najlepsza aktorka
- Antonella Ponziani - Verso sud
- Margherita Buy - Cominciò tutto per caso
- Carla Gravina - Długa cisza (Il lungo silenzio)

### Najlepszy aktor
- Sergio Castellitto - Valentina i Arturo (Il grande cocomero)
- Carlo Cecchi - Śmierć neapolitańskiego matematyka (Morte di un matematico napoletano)
- Silvio Orlando - Inne życie (Un'altra vita)

### Najlepsza aktorka drugoplanowa
- Marina Confalone - Arriva la bufera
- Alessia Fugardi - Valentina i Arturo (Il grande cocomero)
- Monica Scattini - Inne życie (Un'altra vita)

### Najlepszy aktor drugoplanowy
- Claudio Amendola - Inne życie (Un'altra vita)
- Renato Carpentieri - Kwiatuszek (Fiorile)
- Leo Gullotta - Obstawa (La scorta)

### Najlepszy aktor zagraniczny
- Daniel Auteuil - Serce jak lód (Un coeur en hiver)
- Anthony Hopkins - Powrót do Howards End (Howards End)
- Stephen Rea - Gra pozorów (The Crying Game)

### Najlepsza aktorka zagraniczna
- Emmanuelle Béart - Serce jak lód (Un coeur en hiver)
- Tilda Swinton - Orlando Bloom (Orlando)
- Emma Thompson - Powrót do Howards End (Howards End)

### Najlepsze zdjęcia
- Alessio Gelsini - Obstawa (La scorta)
- Luca Bigazzi - Śmierć neapolitańskiego matematyka (Morte di un matematico napoletano)
- Giuseppe Lanci - Kwiatuszek (Fiorile)

### Najlepsza muzyka
- Ennio Morricone - Lata dzieciństwa (Jona che visse nella balena)
- Ennio Morricone - Obstawa (La scorta)
- Riz Ortolani - Magnificat

### Najlepsza scenografia
- Gianna Sbarra - Kwiatuszek (Fiorile)
- Giancarlo Muselli - Śmierć neapolitańskiego matematyka (Morte di un matematico napoletano)
- Carlo Simi - Kamienna dolina (La valle di pietra)

### Najlepsze kostiumy
- Elisabetta Beraldo - Lata dzieciństwa (Jona che visse nella balena)
- Lina Nerli Taviani - Kwiatuszek (Fiorile)
- Sissi Parravicini - Magnificat

### Najlepszy montaż
- Carla Simoncelli - Obstawa (La scorta)
- Nino Baragli - Lata dzieciństwa (Jona che visse nella balena)
- Jacopo Quadri - Śmierć neapolitańskiego matematyka (Morte di un matematico napoletano)

### Najlepszy dźwięk
- Remo Ugolinelli - Obstawa (La scorta)
- Bruno Pupparo - Kwiatuszek (Fiorile)
- Alessandro Zanon - Valentina i Arturo (Il grande cocomero)

### Najlepszy film zagraniczny
- Serce jak lód (Un coeur en hiver), reż. Claude Sautet
- Powrót do Howards End (Howards End), reż. James Ivory
- Gra pozorów (The Crying Game), reż. Neil Jordan

### Nagroda David Luchino Visconti
- Edgar Reitz

### Nagroda specjalna
- Carlo Cecchi
- Carlo Ludovico